# Фалшьопинг
Фалшьопинг (на шведски: Falköping, правопис по правилата за транскрипции до 1995 г. Фалчьопинг) е град в южна Швеция, лен Вестра Йоталанд. Главен административен център е на едноименната община Фалшьопинг. Намира се на около 160 km на североизток от центъра на лена Гьотеборг. Има летище, жп и шосеен транспортен възел. Населението на града е 16 350 жители от преброяването през 2010 г.